# تدمر (مدينة)
تدمر، هي مدينة تقع في وسط سوريا تتبع إداريًا لمحافظة حمص. تتمركز في واحة وسط الصحراء السورية، على بُعد 215 كيلومترًا شمال شرق دمشق و180 كيلومترًا جنوب غرب نهر الفرات. تبعد آثار تدمر القديمة، المصنفة كموقع تراث عالمي لليونسكو، نحو 500 متر جنوب غرب مركز المدينة الحديثة. تُعد المدينة معزولة نسبيًا، حيث تحدّها مناطق مأهولة مثل آراك من الشرق، والسخنة من الشمال الشرقي، والتياس من الغرب، والقريتين من الجنوب الغربي.
تعد تدمر المركز الإداري لمنطقة وناحية تحملان الاسم نفسه. ووفقًا لإحصاء عام 2004 الصادر عن المكتب المركزي للإحصاء في سوريا، بلغ عدد سكان المدينة 51,323 نسمة، بينما بلغ عدد سكان الناحية 55,062 نسمة. في عام 1838، تم تسجيل سكان تدمر على أنهم ينتمون في معظمهم إلى المسلمين السنة، إلى جانب جالية مسيحية صغيرة. كما تضم المدينة كنيسة سريانية كاثوليكية، وهي الوحيدة فيها. خلال الحرب الأهلية السورية، شهدت تدمر تزايدًا ملحوظًا في عدد سكانها نتيجة تدفق النازحين من مناطق أخرى من البلاد.

## التسمية
يُطلق على كل من المدينة القديمة والحديثة في اللغة العربية اسم "تدمر"، وهو الاسم السامي الأقدم الموثق، حيث ورد في النصف الأول من الألفية الثانية قبل الميلاد. لا يزال أصل كلمة "تدمر" غير واضح؛ فقد اعتبر ألبرت شولتنز أنها مشتقة من الكلمة السامية "تمر"، في إشارة إلى أشجار النخيل المحيطة بالمدينة. أما الجغرافي السوري ياقوت الحموي، فقد ذكر في القرن الثالث عشر أن تدمر كان اسم ابنة أحد أحفاد نوح البعيدين، وأنها دُفنت في المدينة.
تُعرف تدمر في اللغات الأوروبية باسم "بالميرا"، وهو اسم ظهر لأول مرة في أوائل القرن الأول الميلادي في كتابات بليني الأكبر، وانتشر استخدامه في العالم اليوناني الروماني. يُعتقد عمومًا أن "بالميرا" مشتقة من "تدمر"، إما من خلال تحوير لغوي، وهو ما دعمه شولتنز، أو كمقابل للكلمة اليونانية "بالامي" التي تعني النخيل، وهو ما يرجحه جان ستاركي [الإنجليزية].
طرح مايكل باتريك أوكونور نظرية مفادها أن كلا الاسمين، "تدمر" و"بالميرا"، قد يكونان من أصل حوري، مشيرًا إلى صعوبة تفسير التحولات اللغوية التي أضافت الحرف "-d-" إلى "تمر" واللاحقة "-ra-" إلى "بالامي". وفقًا لهذه الفرضية، فإن "تدمر" قد تكون مشتقة من الكلمة الحورية "تاد"، بمعنى "يحب"، متبوعة بالصيغة الحورية الشائعة "مار" (mVr). أما "بالميرا"، فقد تكون مشتقة من "بال"، بمعنى "يعرف"، متبوعة بنفس الصيغة.
هناك أيضًا فرضية ذات أصل سرياني تربط "تدمر" بجذر "dmr"، الذي يعني "يتعجب"، وبالكلمة الآرامية "تدمورتا" (ܬܕܡܘܪܬܐ) التي تعني "المعجزة"، ما يجعل "تدمورا" تعني "موضع العجب". وقد أيد هذا الرأي فرانز ألتهايم [الإنجليزية] وروث ألتهايم-شتيل عام 1973، إلا أنه رُفض من قبل جان ستاركي عام 1960 وميشال غافليكوفسكي عام 1974.

## تاريخ

### التأسيس
في عام 1929، أطلق هنري أرنولد سيريغ [الإنجليزية]، المدير العام للآثار خلال فترة الانتداب الفرنسي على سوريا ولبنان، عمليات التنقيب في موقع تدمر الأثري. وكجزء من هذه الجهود، تم إجلاء سكان القرية قسرًا ونقلهم إلى منطقة جديدة أنشأتها الحكومة بجوار الموقع الأثري. اكتمل هذا النقل بحلول عام 1932، مما أتاح بدء التنقيب في المدينة القديمة، بينما استقر السكان في القرية الحديثة التي احتفظت باسم تدمر.

### الحرب الأهلية السورية
في 13 مايو 2015، شن تنظيم الدولة الإسلامية (داعش) هجومًا على مدينة تدمر الحديثة، مما أثار مخاوف من تدمير معالمها التاريخية. وفي 18 مايو، استولى التنظيم على المدينة، ودخل مقاتلوه منطقة موقع التراث العالمي بعد أيام قليلة.

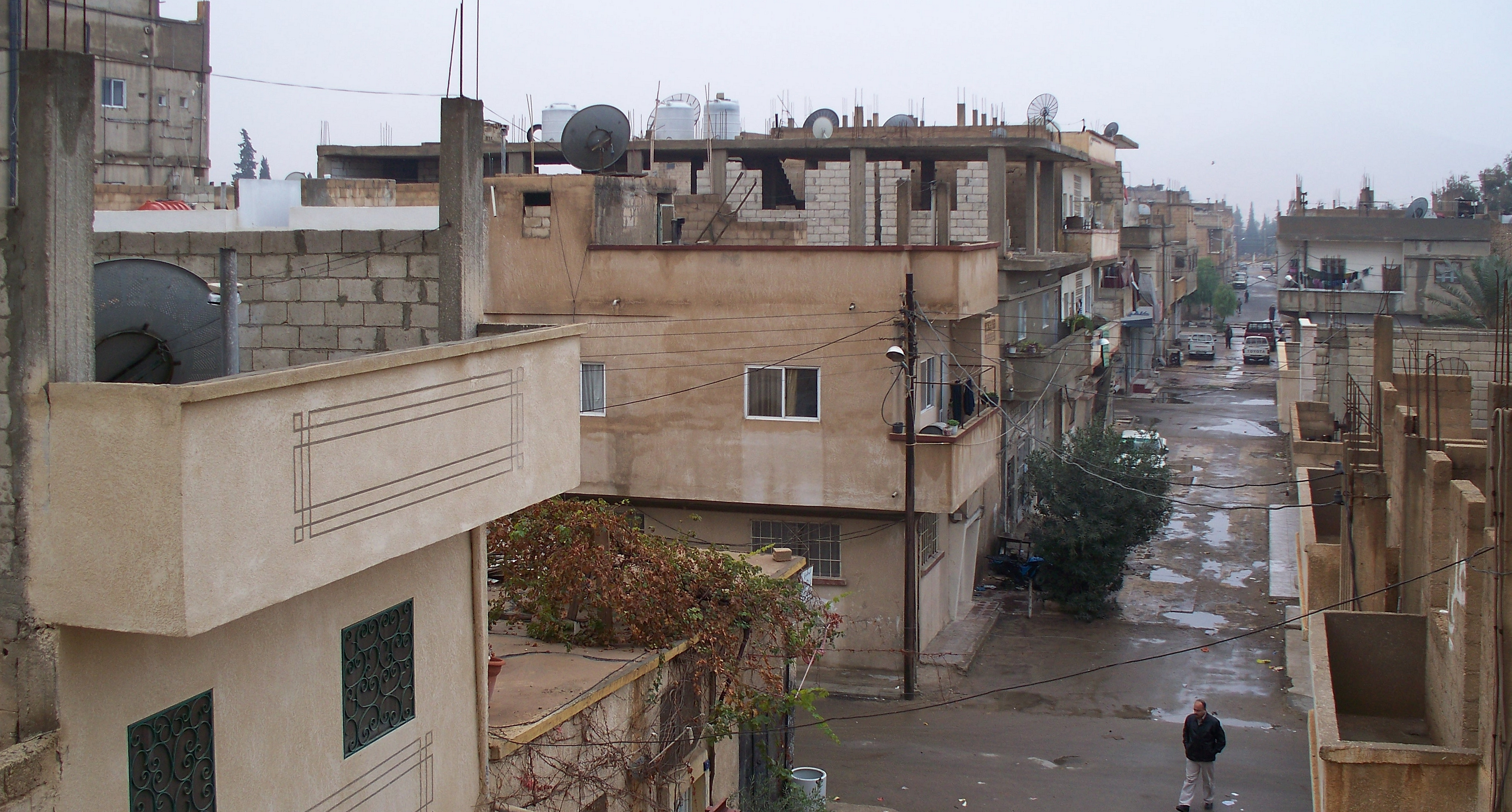
أحد أحياء مدينة تدمر.

شهدت تدمر موجة من الدمار على يد التنظيم، حيث قام في مايو 2015 بهدم قبر محمد بن علي، وهو مزار مقدس لدى الشيعة يُنسب لأحد أحفاد علي بن أبي طالب، ويقع في منطقة جبلية تبعد 5 كيلومترات شمال تدمر. كما دمر بين مايو و23 يونيو قبر نزار أبو بهاء الدين، وهو عالم صوفي عاش في القرن السادس عشر، وكان قبره يقع في واحة تبعد نحو 500 متر عن الآثار الرئيسية للمدينة. وفي الفترة نفسها، أقدم التنظيم على تفجير عدد من شواهد القبور في إحدى مقابر السكان المحليين، وزرع متفجرات حول المدينة. وفي منتصف عام 2015، ارتكب جريمة ثقافية كبرى بتدمير معبد بعل شمين، أحد أبرز المعالم الأثرية في تدمر.
في مارس 2016، شن الجيش السوري، بدعم من حزب الله والغارات الجوية الروسية، هجومًا واسعًا لاستعادة المدينة. نجح الجيش في السيطرة على المناطق الجنوبية والغربية، ثم استعاد البساتين والمنطقة الشمالية قبل اقتحام المدينة نفسها. وفي الساعات الأولى من صباح 27 مارس 2016، أعلن عن استعادة السيطرة الكاملة على تدمر.
لكن في ديسمبر 2016، عاود تنظيم داعش هجومه، فاستولى على حقول النفط خارج المدينة وبدأ بالتقدم نحو مركزها. ومع ذلك، سرعان ما أطلق الجيش السوري هجومًا مضادًا، وفي 1 مارس 2017، دخل المدينة بدعم من الطائرات الحربية، ليستعيد السيطرة على الأجزاء الغربية والشمالية الغربية. وفي اليوم التالي، انسحب داعش بالكامل، وأعلن الجيش السوري استعادة المدينة مجددًا.
في 19 أبريل 2021، أعلنت وزارة الدفاع الروسية أنها استهدفت قاعدة "إرهابية" شمال شرق تدمر، مما أسفر عن مقتل نحو 200 مقاتل وفق بيانها الرسمي، في إطار عمليات مكافحة الجماعات المسلحة في المنطقة.

## الاقتصاد

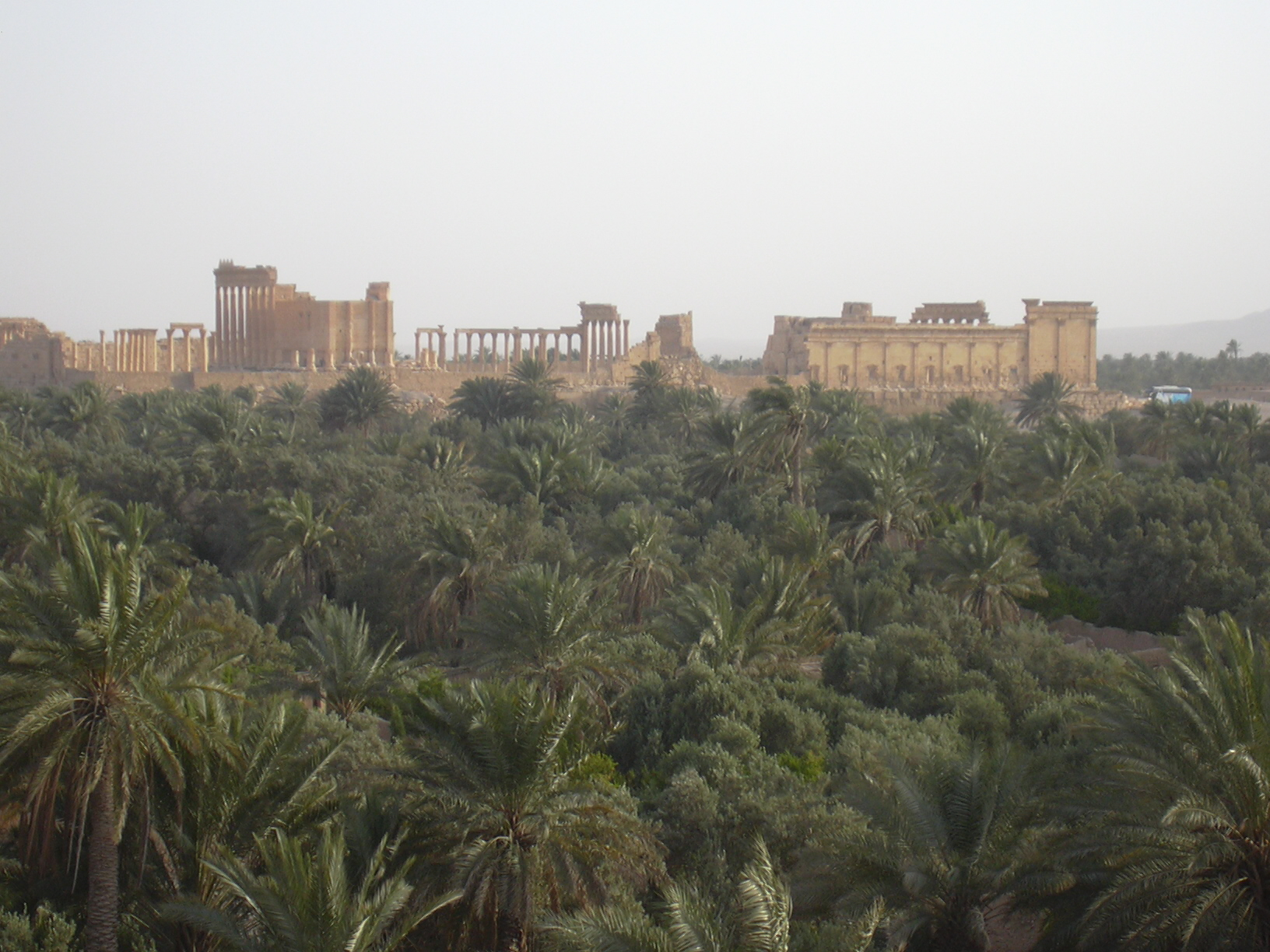
بساتين النخيل في المدينة

تعد تدمر مدينة حديثة نشأت بجوار المدينة الأثرية القديمة، حيث تطورت إلى الشمال من الموقع التاريخي. وقد تم تخطيطها وفق نمط شبكي، ويعد شارع القوتلي محور المدينة الرئيسي، ممتدًا من الشرق إلى الغرب، انطلاقًا من ساحة الرئيس في الطرف الغربي. لطالما كانت تدمر مركزًا سياحيًا رئيسيًا، حيث استقطبت الزوار الراغبين في استكشاف آثارها الشهيرة، كما تضم متحفًا يقع في الجزء الجنوبي الغربي من المدينة. تحتضن تدمر أيضًا مهرجانًا ثقافيًا سنويًا تنظمه سوريا للاحتفال بتراثها العريق، إضافة إلى وجود مطار يخدم المنطقة. ومن معالمها المعروفة سجن تدمر، الذي اشتهر تاريخيًا باحتجاز العديد من معارضي الأنظمة السورية المتعاقبة.
إلى جانب أهميتها السياحية، تعد تدمر مركزًا لصناعات تعدين الفوسفات والغاز الطبيعي في سوريا. فقد افتتح أول منجم للفوسفات تديره الحكومة بالقرب من المدينة عام 1971، فيما بدأ العمل عام 1978 على إنشاء خط سكة حديد يربط هذه المناجم بميناء طرطوس. وفي عام 1986، اكتشف المساحون السوفييت كميات كبيرة من خام الحديد في محيط تدمر، ما عزز مكانة المدينة كمركز للموارد المعدنية في سوريا.

## المناخ
| البيانات المناخية لـ{{{location}}}                                                              | البيانات المناخية لـ{{{location}}} | البيانات المناخية لـ{{{location}}} | البيانات المناخية لـ{{{location}}} | البيانات المناخية لـ{{{location}}} | البيانات المناخية لـ{{{location}}} | البيانات المناخية لـ{{{location}}} | البيانات المناخية لـ{{{location}}} | البيانات المناخية لـ{{{location}}} | البيانات المناخية لـ{{{location}}} | البيانات المناخية لـ{{{location}}} | البيانات المناخية لـ{{{location}}} | البيانات المناخية لـ{{{location}}} | البيانات المناخية لـ{{{location}}} |
| الشهر                                                                                           | يناير                              | فبراير                             | مارس                               | أبريل                              | مايو                               | يونيو                              | يوليو                              | أغسطس                              | سبتمبر                             | أكتوبر                             | نوفمبر                             | ديسمبر                             | المعدل السنوي                      |
| ----------------------------------------------------------------------------------------------- | ---------------------------------- | ---------------------------------- | ---------------------------------- | ---------------------------------- | ---------------------------------- | ---------------------------------- | ---------------------------------- | ---------------------------------- | ---------------------------------- | ---------------------------------- | ---------------------------------- | ---------------------------------- | ---------------------------------- |
| الدرجة القصوى °م (°ف)                                                                           | 21.4 (70.5)                        | 27.4 (81.3)                        | 36.0 (96.8)                        | 38.8 (101.8)                       | 42.4 (108.3)                       | 45.3 (113.5)                       | 48.3 (118.9)                       | 47.0 (116.6)                       | 43.6 (110.5)                       | 38.5 (101.3)                       | 31.2 (88.2)                        | 24.2 (75.6)                        | 48.3 (118.9)                       |
| متوسط درجة الحرارة الكبرى °م (°ف)                                                               | 11.9 (53.4)                        | 14.7 (58.5)                        | 19.1 (66.4)                        | 24.9 (76.8)                        | 30.5 (86.9)                        | 35.2 (95.4)                        | 37.9 (100.2)                       | 37.6 (99.7)                        | 34.4 (93.9)                        | 28.0 (82.4)                        | 19.9 (67.8)                        | 13.6 (56.5)                        | 25.6 (78.1)                        |
| المتوسط اليومي °م (°ف)                                                                          | 6.7 (44.1)                         | 9.0 (48.2)                         | 12.8 (55.0)                        | 17.9 (64.2)                        | 23.1 (73.6)                        | 27.3 (81.1)                        | 29.4 (84.9)                        | 29.0 (84.2)                        | 26.2 (79.2)                        | 20.5 (68.9)                        | 13.2 (55.8)                        | 8.2 (46.8)                         | 18.6 (65.5)                        |
| متوسط درجة الحرارة الصغرى °م (°ف)                                                               | 2.1 (35.8)                         | 3.8 (38.8)                         | 6.8 (44.2)                         | 11.4 (52.5)                        | 15.8 (60.4)                        | 19.3 (66.7)                        | 21.3 (70.3)                        | 21.2 (70.2)                        | 19.0 (66.2)                        | 14.0 (57.2)                        | 7.5 (45.5)                         | 3.5 (38.3)                         | 12.1 (53.8)                        |
| أدنى درجة حرارة °م (°ف)                                                                         | −10.4 (13.3)                       | −7.6 (18.3)                        | −6.7 (19.9)                        | −1.0 (30.2)                        | 4.0 (39.2)                         | 12.2 (54.0)                        | 12.5 (54.5)                        | 14.9 (58.8)                        | 9.0 (48.2)                         | 3.2 (37.8)                         | −6.1 (21.0)                        | −8.5 (16.7)                        | −10.4 (13.3)                       |
| الهطول مم (إنش)                                                                                 | 20.6 (0.81)                        | 19.9 (0.78)                        | 21.1 (0.83)                        | 20.8 (0.82)                        | 6.9 (0.27)                         | 0.2 (0.01)                         | 0.0 (0.0)                          | 0.0 (0.0)                          | 0.1 (0.00)                         | 10.8 (0.43)                        | 14.2 (0.56)                        | 21.1 (0.83)                        | 135.7 (5.34)                       |
| متوسط أيام هطول الأمطار (≥ 1.0 mm)                                                              | 4.3                                | 3.8                                | 3.4                                | 2.8                                | 1.3                                | 0.0                                | 0.0                                | 0.0                                | 0.1                                | 2.0                                | 2.6                                | 4.0                                | 24.3                               |
| متوسط الرطوبة النسبية (%)                                                                       | 73                                 | 64                                 | 54                                 | 33                                 | 39                                 | 34                                 | 37                                 | 39                                 | 42                                 | 45                                 | 56                                 | 72                                 | 49                                 |
| ساعات سطوع الشمس الشهرية                                                                        | 164.3                              | 184.8                              | 229.4                              | 258.0                              | 319.3                              | 363.0                              | 381.3                              | 362.7                              | 297.0                              | 263.5                              | 213.0                              | 164.3                              | 3٬200٫6                            |
| ساعات سطوع الشمس اليومية                                                                        | 5.3                                | 6.6                                | 7.4                                | 8.6                                | 10.3                               | 12.1                               | 12.3                               | 11.7                               | 9.9                                | 8.5                                | 7.1                                | 5.3                                | 8.8                                |
| المصدر #1: NOAA                                                                                 |                                    |                                    |                                    |                                    |                                    |                                    |                                    |                                    |                                    |                                    |                                    |                                    |                                    |
| المصدر #2: الأرصاد الجوية الألمانية (humidity, 1956–1978), Meteo Climat (record highs and lows) |                                    |                                    |                                    |                                    |                                    |                                    |                                    |                                    |                                    |                                    |                                    |                                    |                                    |

## أعلام
- خالد الأسعد